# 雲斯頓·列特
雲斯頓·威雷額穆·列特（英語：Winston Wiremu Reid，1988年7月3日—），簡稱雲斯頓·列特（英語：Winston Reid），出生在紐西蘭奧克蘭北岸市，10歲時移居丹麥，是一名擁有紐西蘭及丹麥雙重國籍職業足球員，司職中堅，現時為自由身。

## 球會
列特出身自森納堡（SUB Sønderborg），後來轉投丹超球會米迪蘭特的青年隊。他是其中一位在米迪蘭特足球學院首屆畢業的球員之一，與他一同出身學院的隊友有加斯帕·韋恩高夫、西蒙·克積亞和基斯頓·施維巴克。
2005年，列特首次代表米迪蘭特在丹超上陣。他一連串使人印象深刻的表現，促使他成為球隊的正選球員。
2010年8月5日列特轉投英超球會韋斯咸，轉會費沒有透露，簽約三年。
2013年4月30日，列特與韋斯咸延長合約兩年至2015年夏季。

## 國際賽
2006年，列特取得丹麥公民資格，隨後他獲丹麥U19徵召。他亦曾獲丹麥U21徵召出戰2009年U21歐洲國家盃外圍賽。
2010年3月11日，列特對外表明希望效力紐西蘭。3月13日，他使自己符合紐西蘭將他選入2010年世界盃大軍名單的資格。5月10日，儘管紐西蘭領隊里基·赫伯特從未看過他比賽，但他依然獲徵召入伍。兩週後，他在墨爾本對澳洲的友賽中首次上陣。他第二次上陣是在以1-0的比分擊敗塞爾維亞的賽事，里基·赫伯特對他的表現留下「適當地讓人印象深刻」的評語。
6月15日，列特在2010年世界盃揭幕戰對斯洛伐克的賽事進行至傷停時間時攻入關鍵球及國際賽處子入球，協助球隊逼和對手，亦讓紐西蘭隊在世界盃決賽週首次取得分數。

### 國際賽入球
| # | 日期          | 對手     | 入球 | 結果 | 性質         |
| 1 | 2010年6月15日 | 斯洛伐克 | 1-1  | 和   | 2010年世界盃 |

## 私生活
列特出生於奧克蘭北岸市，他的父母均帶有毛利人血統。他10歲時與他的母親和丹麥籍繼父從紐西蘭搬到丹麥。

## 外部連結
- （丹麦文）Winston Reid profile （页面存档备份，存于）
- （丹麦文）Winston W. Reid player information （页面存档备份，存于）
- （丹麦文）Career statistics
- （英文）紐西蘭國家足球隊統計